# Himod
Himod is een plaats (község) en gemeente in het Hongaarse comitaat Győr-Moson-Sopron. Himod telt 723 inwoners (2001).